# Евбуляк
Евбуляк (баш. Яубүләк) — деревня в Евбулякском сельсовете Аскинского района Республики Башкортостан России. Центр Евбулякского сельсовета.

## Население
| 2002 | 2009 | 2010 |
| ---- | ---- | ---- |
| 101  | ↗116 | ↘86  |

Согласно переписи 2002 года, преобладающие национальности —  башкиры (46 %), русские (41 %).

## Географическое положение
Расстояние до:
- районного центра (Аскино): 12 км,
- ближайшей железнодорожной станции (Куеда): 121 км.